# Вагин, Александр Андреевич
Александр Андреевич Вагин (род. 1909, Сватова Лучка — неизвестно) — советский хозяйственный, государственный и политический деятель, Герой Социалистического Труда.

## Биография
Родился в 1909 году в Сватове. Член КПСС.
С 1929 года — на хозяйственной, общественной и политической работе. В 1929—1956 гг. — колхозник, председатель колхоза, участник Великой Отечественной войны, командир взвода снабжения 3-го стрелкового батальона 905-го стрелкового полка, директор зернового совхоза «Старобельский» Министерства совхозов СССР в Ворошиловградской области.
Указом Президиума Верховного Совета СССР от 13 марта присвоено звание Героя Социалистического Труда с вручением ордена Ленина и золотой медали «Серп и Молот».
Умер после 1958 года.